# 岡田耕治
岡田 耕治(おかだ こうじ)は、大阪教育大学教職教育研究センター教授（2015年4月 - ）である。大阪狭山市教育委員会と大阪狭山市校長会の共催による若手教員を対象とした教師塾「がじゅまるカフェ」のファシリテーターを務める。教育研究機関「子ども教育広場」の事務局長として、若い教職員やスクールリーダーに学びの場を提供する。「おとなの学び研究会」のメンバーとともに、対話を大切にした学びの場を創る。

## 来歴
大阪府内の中学校に勤務後、大阪府教育委員会の指導主事、社会教育主事、管理主事等として勤務した後、2009年4月から大阪府岬町で小学校長、中学校長を歴任した。

## 著作
- 対話からはじまる人権学習（2007年、部落解放・人権研究所・解放出版社、ISBN 9784759223392）
- おしゃべりの道具箱
- 「ことば・表現・差別」再考